# 허전 초상
허전 초상(許傳 肖像)은 대한민국 경기도 용인시, 경기도박물관에 있는 조선시대의 초상화이다. 2011년 12월 23일 대한민국의 보물 제1728호로 지정되었다.
허전(1797～1886)은 조선조 말의 문신으로, 본관은 양천(陽川), 자는 이로(而老)이고 호는 성재(性齋)이다. 1828년(순조28) 상시(庠試)에 합격하고, 1835년(헌종1) 39세에 별시문과에 병과로 급제한 뒤 숭릉별감(崇陵別監)이 되었다.
전적, 지평, 이조좌랑을 거쳐 1847년 함평현감(咸平縣監)으로 나갔는데, 형률로써 백성들을 다스리지 않겠다고 하면서 형벌 기구를 모두 없앴으며, 효도, 공경, 친목의 도리로 깨우쳤다고 한다. 그러나 안찰사와의 불화로 관직에서 물러났다. 1850년에는 교리를 거쳐 수찬이 되었을 때 대사간 조하망(趙夏望, 1682-1747)의 관작추삭에 반대하다가 맹산에 유배되었으나, 중도에 풀려났다. 철종의 명을 받아『사의(士儀)』라는 예기(禮記)를 편수하였다. 그가 저술한『사의』는 조선말 근기(近畿) 실학파의 참신한 학풍을 바탕으로 역대의 예론을 면밀히 검토하여 편찬한 저술인데, 주자의 가례를 보완하고 주석하는데 몰두했던 종래의 예학 풍조에서 벗어나 예제를 강구하는데 있어 합당성과 실용성을 강조하고자 하였다. 1864년(고종1)에는 우부령이 되고, 이어 김해부사가 되어 향약(鄕約)을 강론했다. 병조, 형조, 이조의 참판, 한성판윤, 병조판서, 성균관동지사, 경연지사, 홍문관제학을 역임했으며, 이조판서에 이르렀다. 1886년(고종23) 90세로 숭록대부(崇祿大夫)에 올라 돈녕부판사가 되었다. 문집에 『성재문집(性齋文集)』, 저서로는 이상적 군주상을 그린 『종요록(宗堯錄)』과 『철명편(哲命編)』 등이 있다.
허전은 타고난 바탕이 영특하고 호매하였으며, 어려서부터 가학을 이어받아 먼저 효경을 읽었다. 황덕길(黃德吉, 1750～1827)의 문하에서 학문을 익혔는데, 그는 우리 학문의 진결(眞訣)을 극한 사람이다라고까지 극찬했다. 조정에 나간 후에도 허전은 성품이 강직하여, 조정에서는 그를 달갑지 않게 생각했으므로 외직으로 많이 돌았다. 그는 가는 곳 마다 풍속을 순화시키고 치적을 올렸으므로, 당시의 안찰사 조두순(趙斗淳, 1796-1870)은 ‘기린이 없다고 들었는데, 기린이 여기 있었구나’라고 말할 정도였다.
다시 조정으로 돌아와서는 경연에 들어가 소학을 강론하기도 하고, 임금께 어진 사람을 뽑아야 한다는 것을 누차 말씀드리고 예법이 가장 중요한 근간임을 강조하였다.
허전은 이익(李瀷, 1681～1763), 안정복(安鼎福, 1712～1791), 황덕길로 이어지는 기호(畿湖)의 남인학자로서 당대 유림의 종장이 되어 영남 퇴계학파를 계승한 유치명(柳致明, 1777～1861)과 더불어 학문적으로 쌍벽을 이루었다.
문중에 전하는 바에 의하면, 현재 전해오는 허전의 초상화는 생전에 어명으로 그려졌다 한다. 초상화는 본가에 보존되어 있다가 1891년 문집 본판이 완성되고 이어 허전선생의 업적을 기리기 위해 후생들이 1891년(고종28)에 경상남도 산청군에 세운 재실인 려택당(麗澤堂)이 완공된 뒤 1916년 물산영당(勿山影堂:재실 내 영정을 모셔놓은 건물의 당호)를 지으면서 이안되었다가 다시 2008년 경기도박물관에 기증되었다.
허전은 이 초상화에서 흑관을 쓰고 심의를 입고 의연한 자세로 의자에 않아 있다. 허전 앞에는 입식 서안이 놓여 있으며, 그 위에는 『주자대전(朱子大全)』이 포갑(包匣) 채 놓여 있고, 그 중 한 권은 빼내어 책상위에 펼쳐놓았다.
조선시대 초, 중기 초상화에서는 일반적으로 어탁이나 집기 등 비설물이 포함되지 않는다. 그러나 18세기 중반이후 <윤동섬초상> <임매초상> <이하응초상> 등 일부 초상화의 경우, 인물 주변이나 옆에 놓인 탁자 위에 서책 뿐 아니라 고동기물이 본격적으로 다양하게 배치되어 그들의 신분이나 취향을 함께 보여주게 된다. <허전초상> 역시 이런 분위기 하에서 제작된 것으로 보인다.
<허전초상>의 세부를 보면, 안면의 외곽선 및 이목구비 등 중요한 구성요소는 모두 선을 구획되어 있으며, 골상법의 보편적 기준에 준하여 안모의 특징을 묘사하였지만, 선생만의 개성적은 특징들과 절묘하게 어우러져 있다. 피부의 결은 육리문을 딸 잇대어 그려져 안면이 지니고 있는 높고 낮은 형세를 원숙하게 표현하고 있으며, 의습선은 윤곽선을 선으로 포착하고 회색 묵선으로 일단 주름 처리한 위에 짙은 회색선으로 재처리하는 방법을 사용했다.
이 초상화에서는 화가가 허전이란 인물을 마주하고 얼마나 세밀한 관찰을 하였는가가 여실히 드러난다. 특히 눈을 보면, 위 눈꺼풀 및 아래 눈꺼풀을 그은 선은 결코 단호한 선이 아니라 유연하다. 동공 역시 검은 색으로 처리되어 있지만, 홍채부분은 살색이 감도는 회색을 칠하여 나이가 들면서 탁해진 노인 특유의 흰 자위를 보여준다. 한편 속쌍꺼풀 위에다 위 눈꺼풀이 늘어져 다소 성깔 있어 보이는 눈매에선 오백년 조선 예학의 결산이라고 평가 받는 예기를 편수했고, 향약을 강론하였으며 유풍을 진작시켰던 노학자의 만만찮은 관록이 보인다.
<허전초상>은 조선조 문신 초상화 중 유복본 초상화의 전형성을 보여주는 작품이다. 또한 초상화론에서 가장 중시되는 핵심개념인 이른 바 ‘전신사조(傳神寫照)’ 가 잘 이루어진 작품으로서, 허전의 생김새만이 아니라, 그의 특유한 기질과 성정, 그리고 노학자로서의 관록 등이 화면에 잘 형상화되어 있다.

## 같이 보기
- 허전

## 참고 자료
- 허전 초상 - 국가유산청 국가유산포털